# Hot Rats
Hot Rats es el segundo álbum de Frank Zappa como solista, y el séptimo de su carrera. Publicado en 1969, es considerado como uno de los mejores álbumes del género del rock, en todas sus expresiones, por su magnífico ensamble musical y su experimentación con el jazz o hasta con el rock progresivo. 
El álbum fue el número 13 en su lista de "40 álbumes de Cosmic Rock" de Q y Mojo. También se incluyó en el libro 1001 Albums You Must Hear Before You Die. En el año 2000 fue votado como el número 123 en el Top 1000 de álbumes de todos los tiempos de Colin Larkin.

## Historia

### Trasfondo
Debido a que Hot Rats consiste principalmente en composiciones instrumentales influenciadas por el jazz con amplios solos, la música suena muy diferente a los álbumes anteriores de Zappa, especialmente con The Mothers of Invention, que presentaban interpretaciones vocales satíricas con un amplio uso de música concreta y edición. El multiinstrumentista Ian Underwood es el único miembro de the Mothers que aparece en el álbum y fue el principal colaborador musical. Otros músicos destacados fueron los bajistas Max Bennett y Shuggie Otis (que solo tenía 15 años en el momento de la sesión); los bateristas John Guerin, Paul Humphrey y Ron Selico; y los violinistas eléctricos Don "Sugarcane" Harris y Jean-Luc Ponty. 
Este fue el primer álbum de Frank Zappa grabado en un equipo de 16 pistas y uno de los primeros álbumes en utilizar esta tecnología. Las máquinas con 16 pistas individuales permiten mucha más flexibilidad en el seguimiento múltiple y la sobregrabación que las grabadoras de cinta de reel-to-reel profesionales de 4 y 8 pistas que eran estándar en 1969. 
Zappa dedicó el álbum a su hijo recién nacido, Dweezil. En febrero de 2009, la banda tributo de Dweezil a su padre, Zappa Plays Zappa, ganó un Grammy a la Mejor Interpretación Instrumental de Rock por su interpretación de "Peaches en Regalia".

### Grabación
La grabación del álbum empezó el 18 de julio del 1969 y terminó el 30 de agosto del mismo año. Todas las canciones (a excepción de The Gumbo Variations, una improvisación de estudio) fueron grabadas originalmente en varias tomas como pistas de acompañamiento, con bajo, piano y batería normalmente, luego añadiendo instrumentos de viento, instrumentos de viento-metal, guitarras, entre otros con la técnica de overdubbing.

### Canciones descartadas
Durante las sesiones, se grabaron más de 13 canciones, incluyendo las que terminaron en el LP. La mayoría no se terminaron específicamente en las sesiones del álbum, sin embargo, la mayoría de las que se tienen registro fueron en varios casos reutilizadas, a excepción de canciones como "Lil' Clanton Shuffle", una improvisación en el estudio de 12 minutos, liderada por un violín en la introducción, seguido de varios solos de guitarra.
"Dame Margret's Son To Be a Bride" es otro descarte, que pasó por dos versiones, la primera, contando con un órgano, tiene un ritmo lento; en la segunda se sustituye el órgano por un piano y es mucho más rápida, esta última versión luego fue editada, agregando varios instrumentos y voz de Davey Moire, para que en el álbum de 1978, Studio Tan, apareciera como "Let Me Take You to the Beach".
"Another Waltz" es otro outtake de las sesiones del álbum. Es una improvisación  de 27 minutos que se rige por un violín. Esta no fue desechada pues un extracto de ella se puede escuchar en una de las secciones de "Little House I Used To Live In", composición y pieza principal del álbum "Burnt Weeny Sandwich".
También se grabó en una sola toma un cover de la canción de Little Richard, "Directly From My Heart to You", originalmente durando 10 minutos, y editado a 5 para su inclusión en el álbum de The Mothers of Invention, Weasels Ripped My Flesh. "Arabesque", composición de casi 7 minutos con varias sobregrabaciones de guitarra fue reducida y reutilizada como una introducción de poco menos de un minuto a la canción "Toads of the Short Forest", también del álbum Weasels Ripped My Flesh, el resto de la canción fue extraído de una interpretación en vivo en el Thee Image Club, en Miami.
Una grabación de las sesiones de Hot Rats titulada "Bognor Regis" estaba programada para ser lanzada como el lado B de una versión editada de "Sharleena", una pista del álbum de 1970 de Zappa, Chunga's Revenge. El lanzamiento del sencillo fue cancelado; sin embargo, se filtró al público una copia del disco de acetato y la pista apareció en varios bootlegs de Zappa. La canción lleva el nombre de Bognor Regis, una ciudad en la costa sur de Inglaterra. Musicalmente es un instrumental básico de blues con un solo de violín eléctrico de Don "Sugarcane" Harris. Otro tema grabado durante estas sesiones, titulado "Transition", luego renombrada como "Twenty Small Cigars", fue lanzada más tarde en Chunga's Revenge.

## Lista de canciones
Todas las canciones escritas y compuestas por Frank Zappa. 
| Hot Rats |                          |          |  |
| N.º      | Título                   | Duración |  |
| 1.       | «Peaches en Regalia»     | 03:38    |  |
| 2.       | «Willie the Pimp»        | 09:21    |  |
| 3.       | «Son of Mr. Green Genes» | 08:58    |  |
| 4.       | «Little Umbrellas»       | 03:06    |  |
| 5.       | «The Gumbo Variations»   | 12:53    |  |
| 6.       | «It Must Be a Camel»     | 05:15    |  |
| 43:11    |                          |          |  |

### Temática de las Canciones
- "Peaches en Regalia", canción que abre el álbum es ampliamente reconocida como un estándar de jazz fusión moderno y es una de las canciones más conocidas de Zappa. Frank toca un solo corto en un instrumento acreditado como un "bajo de octava", seguido de un solo de órgano tocado por Underwood, el cual también aporta flauta y múltiples partes de saxofón y clarinete. Posteriormente, Zappa volvió a grabar la canción varias veces en presentaciones en vivo. Ha sido reinterpretado por muchos otros artistas de jazz y rock, incluidos Phish, Dixie Dregs, Frogg Café y Kerrie Biddell.

- "Willie the Pimp" es una melodía de rock con influencia del blues que cuenta con la voz del amigo y colaborador de Zappa, Captain Beefheart. Cuenta con un arreglo de violín de Don "Sugarcane" Harris y solos de guitarra de Zappa en lo que parecen ser improvisaciones sueltas, aunque las interpretaciones fueron editadas antes del lanzamiento. El título del álbum proviene de la letra de esta canción.

- "Son of Mr. Green Genes" es un arreglo instrumental de la canción "Mr. Green Genes" del álbum Uncle Meat de The Mothers. El título inusual de esta canción dio lugar a una leyenda urbana de que Zappa estaba relacionado con el actor que interpretó a Mr. Green Jeans en el programa de televisión Captain Kangaroo. Esta es la única canción del álbum que presenta tanto intrincados arreglos de trompetas como secciones extendidas de solo de guitarra.

- "Little Umbrellas" es similar en estilo a "Peaches en Regalia", otra melodía corta, la canción más corta del álbum de hecho, cuidadosamente arreglada con numerosos teclados y sobregrabaciones de viento de Underwood.

- "The Gumbo Variations" es una interpretación improvisada que presenta varios solos de saxofón tenor de Underwood y un intrincado violín eléctrico de Don "Sugarcane" Harris, así como un solo de guitarra de Zappa. La versión de la edición del CD es más larga ya que contiene partes que se dejaron fuera del LP. Incluye un breve segmento hablado al principio en el que Zappa instruye a los músicos sobre cómo iniciar la melodía, y un intro con instrumentos de percusión. La pieza fue grabada en una sola toma, originalmente titulada "Big Legs", esta única toma tiene una duración de más de 30 minutos.

- "It Must Be a Camel" es también una melodía intrincadamente arreglada con numerosas sobregrabaciones de viento y teclado de Underwood. La melodía muy inusual de esta canción se debe a su uso repetido de quintillizos (un elemento básico de las composiciones posteriores de Zappa) y, a menudo, da grandes saltos melódicos. El título puede provenir del hecho de que partes de la línea melódica se asemejan a la forma de "jorobas" de camello cuando se escriben en papel. Jean-Luc Ponty toca el violín.

## Personal
Todas las canciones y composiciones fueron compuestas por Frank Zappa durante la realización del álbum, pero contando con músicos de sesión adicionales.
- Frank Zappa - guitarra, unidad de efectos, percusión
- Ian Underwood - piano, órgano, clarinete, saxofón, flauta

### Personal adicional
- Captain Beefheart - vocal (en "Willie the Pimp")
- Don Harris "Sugarcane" - violín (en "Willie the Pimp" y "The Gumbo Variations")
- Jean-Luc Ponty - violín (en "It Must Be a Camel")
- Max Bennett - bajo (en "Willie the Pimp", "Son of Mr. Green Genes", "Little Umbrellas", "The Gumbo Variations" y "It Must Be a Camel")
- Shuggie Otis - bajo (en "Peaches en Regalia")
- John Guerin - batería (en "Willie the Pimp", "Little Umbrellas" y "It Must Be a Camel")
- Paul Humphrey - batería (en "Son of Mr. Green Genes" y "The Gumbo Variations")
- Ron Selico - batería (en "Peaches en Regalia")
- Lowell George - guitarra (no aparece en los créditos)
- Cal Schenkel - diseño de portada